# Headlights (Eminem)
Headlights è un singolo del rapper statunitense Eminem, pubblicato il 5 febbraio 2014 come quinto estratto dall'ottavo album in studio The Marshall Mathers LP 2.

## Descrizione
Nel brano il rapper si scusa con la propria madre per le ripetute diffamazioni contenute nelle sue canzoni precedenti, in particolare in Cleanin' Out My Closet. Il brano ha visto inoltre la partecipazione del frontman del gruppo musicale Fun. Nate Ruess.

## Tracce
1. Headlights (feat. Nate Ruess) (Clean Radio Edit) – 4:06